# Kalchas (Tschechow)

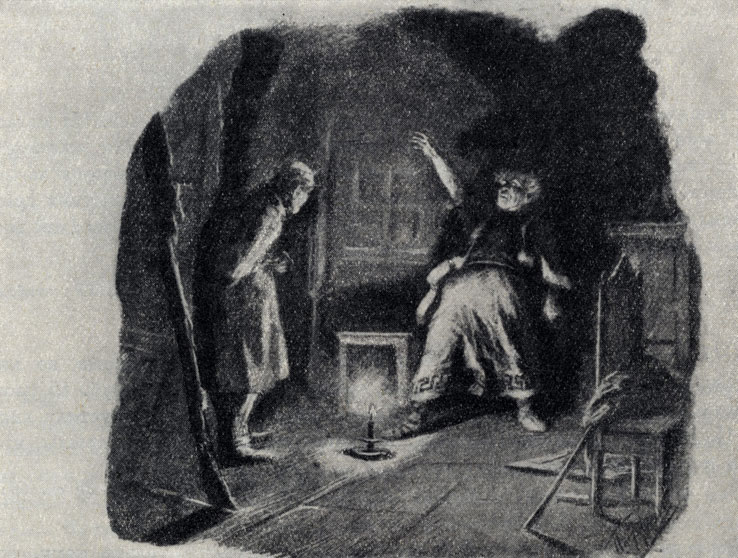
Kalchas erschrickt vor dem Souffleur. Zeichnung von Leonid Pasternak aus dem Jahr 1895.

Kalchas (russisch Калхас) ist eine Kurzgeschichte des russischen Schriftstellers Anton Tschechow, die am 10. November 1886 in der Peterburgskaja gaseta erschien. Anfang Januar 1887 setzte der Autor die Geschichte in seinem Einakter Schwanengesang in Szene. Dieses Stück, 1901 unter dem Titel Das Schwanenlied des Komikers übersetzt, kam im Tschechow-Jahr 1960 auf die deutsche Bühne.

## Inhalt
Mitten in der Nacht wacht der 58-jährige adlige Komiker Wassili Wassiljitsch Swetlowidow im Kostüm des Kalchas auf. Bei der Aufführung am Vorabend hatte er Erfolg gehabt und anschließend Rotwein, Bier sowie Kognak zusammen mit seinen Bewunderern in viel zu großen Mengen durcheinandergetrunken. Swetlowidow begreift das nicht. Keiner seiner zahlreichen Verehrer hat ihn nach Hause gebracht. Er ist und bleibt allein; tappt durchs leere Haus. Fünfunddreißig Jahre schon steht der Mime auf der Bühne und heute erlebt er das Theater zum ersten Mal nachts. Der Zuschauerraum erscheint als schwarzes Loch. In der Ehrenloge erhebt sich ein weißes Gespenst. Der zunächst erschrockene Swetlowidow nähert sich schließlich langsam-neugierig. Das ist doch der Souffleur Nikita Iwanytsch in Unterwäsche! Der Souffleur hat keine Bleibe und bittet den Komiker um Stillschweigen. Der Direktor darf nichts von der Übernachtung in der Loge erfahren. Der einsame Kalchas geht zum Souffleur und umarmt ihn zitternd. Vom Nachhausegehen will Swetlowidow nichts wissen, weil er weder Frau, Kinder noch andere Angehörige hat. Vielmehr schüttet der Komiker dem Souffleur sein Herz aus: Aus gutem Hause hatte er als schneidiger junger Offizier bei der Artillerie gedient. Was war er danach – immer noch in jungen Jahren – für ein Schauspieler gewesen! Ein schönes Mädchen hatte sich in diesen Schauspieler bis über beide Ohren verliebt. Zur Heirat war es nicht gekommen. Vergeblich hatte sich das Mädchen von dem Mimen eines ausbedungen: Erst musst du deinen Beruf an den Nagel hängen.
Swetlowidow hatte immer weitergespielt. Immer war er alleingeblieben; hatte sich schließlich zum Hanswurst der Müßiggänger gemacht. Das Schlimme – früher hatte er das nicht gespürt, sondern erst jetzt, da er in einer Nacht alt geworden ist: Das Leben ist vertan, denn eine heilige Kunst gibt es offenbar nicht.

## Verwendete Ausgabe
- Kalchas. S. 296–301 in Gerhard Dick (Hrsg.) und Wolf Düwel (Hrsg.): Anton Tschechow: Das schwedische Zündholz. Kurzgeschichten und frühe Erzählungen. Deutsch von Gerhard Dick. 668 Seiten. Rütten & Loening, Berlin 1965 (1. Aufl.)